# Iroskotská misie

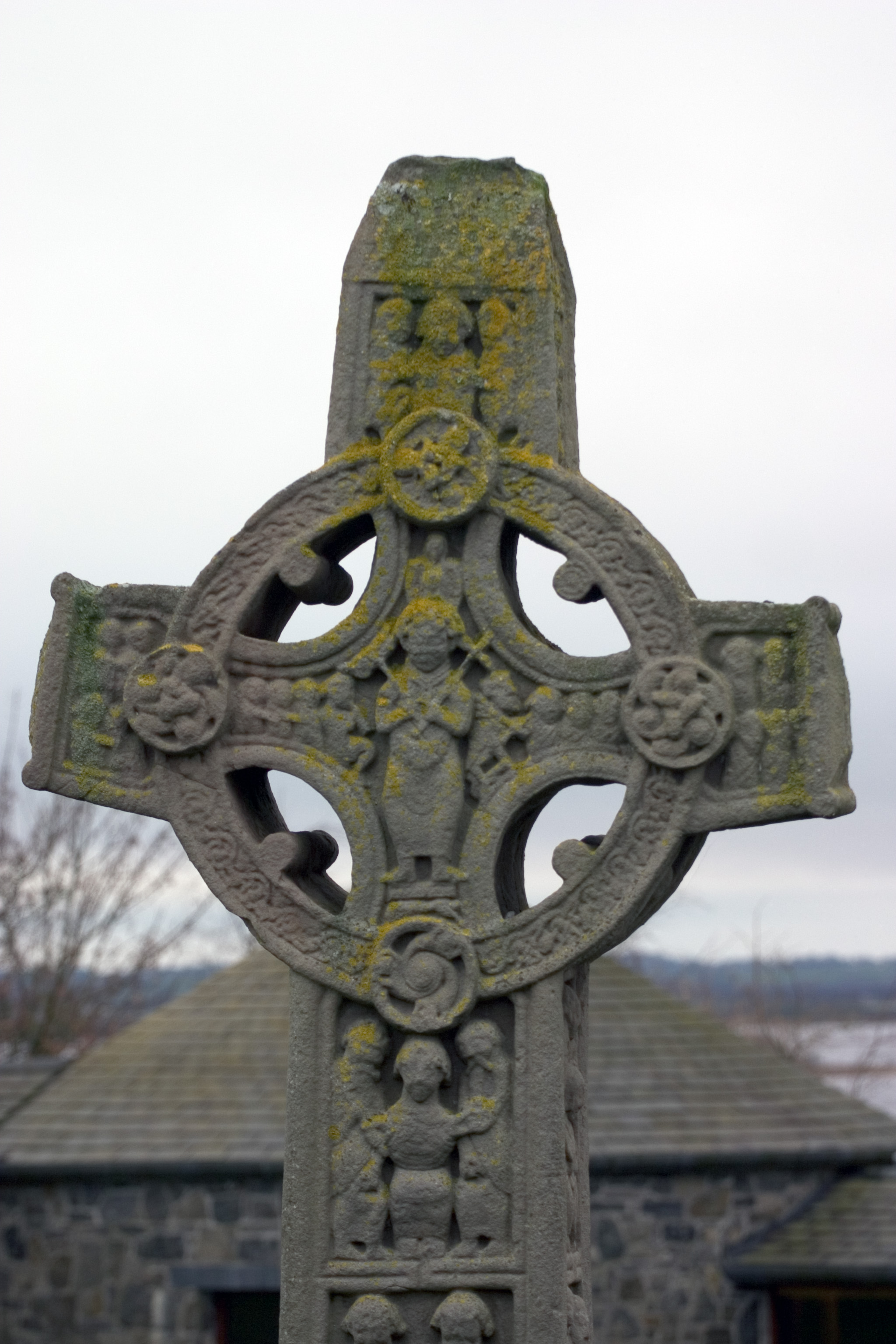
Kamenný keltský kříž irského kláštera Clonmacnoise

Iroskotská misie označuje misijní činnost mnichů přicházejících od 7. století z Irska do Skotska, Anglie a kontinentální Evropy.

## Specifika iroskotské církve
Výraz iroskotská je odvozen od Keltů v Irsku, kteří se nazývali Skotové, ti se záhy dostávali do Skotska, které podle nich dostalo jméno. Irsko bylo christianizováno až v 5. století, záhy si ale vydobylo pověst svatého ostrova. Iroskotská církev si ovšem zachovala některá specifika oproti kontinentálním církvím, jako byl velký význam klášterní sítě v církevní správě, silnější důraz na kontakt mezi duchovními a běžným obyvatelstvem, nedogmatický přístup duchovních a mnichů k obecné vzdělanosti obyvatel anebo tolerantní přístup k pohanským zvykům minulosti.
V Irsku se tak s přispěním tohoto tolerantního přístupu místní církve k běžnému obyvatelstvu šířilo křesťanství poklidnou a nekrvavou cestou, což v ostatních částech Evropy nebylo tak běžné. Díky irským mnichům, kteří ve svých klášterech pečlivě schraňovali a opisovali literární díla, která nepodrobovali žádné cenzuře, se nám až do dnešních časů dochovala významná vědecká, filozofická a umělecká díla antiky, stejně jako nejranější irská literární díla. Svým otevřeným přístupem ke studiu antické literatury dosáhli mniši toho, že v blízkosti irských klášterů následně vznikaly vyhlášené klášterní univerzity, do nichž směřovali studenti z celého Irska, Anglie a nakonec i celé Evropy.
Irská církev také umožňovala hříšníkům soukromou svatou zpověď, která v ostatních částech tehdejší Evropy nebyla známa. V ostatních církvích bylo vyznání hříchů i následné pokání veřejné. Soukromou zpověď časem převzala od iroskotské církve i všeobecná církev a používá ji dodnes.
Všechna tato specifika se irští misionáři snažili zachovat i při svém působení na kontinentu. Mniši se vydávali jako poutníci pro Krista (peregrinari pro Christo) na misie v malých skupinách, vedli přísně asketický život a při své činnosti kladli důraz na jednotlivce, ale jejich působení nebylo systematické (spolu s Iry, či Iroskoty se do kontinentální Evropy dostávali také anglosaští misionáři, kteří se více zaměřovali na christianizaci celých území).

## Misie do Evropy

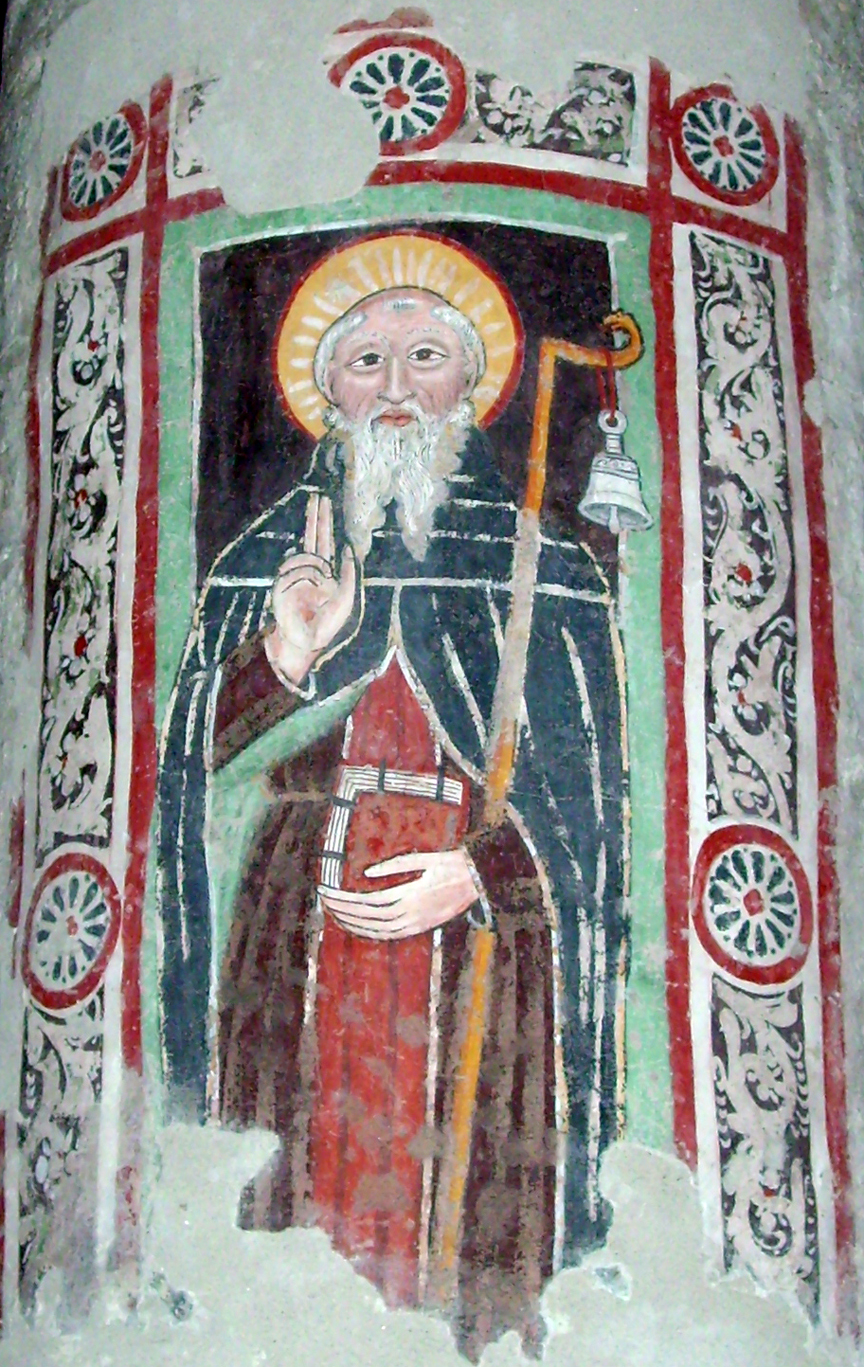
Freska s podobiznou sv. Kolumbána v katedrále v italském Brugnatu v Ligurii

První cesty vedly do Skotska, kde sv. Kolumba (starší) založil klášter na ostrově Iona, ale mniši se postupně dostali do většiny evropských zemí (zejména severozápadní Německo, jejich působení je doloženo až na Moravě[zdroj?]). Mezi známé misionáře patřil sv. Kolumbán (mladší), který se s dvanácti souputníky vydal roku 590 na kontinent a působil v Bretani, Galii, Burgundsku a Lombardii. Za svůj život založil odhadem 60 klášterů na území dnešního Německa, Francie, Švýcarska a Itálie a zavedl přísnou řeholi, kterou napsal. 
Jeho souputník Svatý Havel založil svatohavelský klášter ve St. Gallenu. Spolu s těmito šiřiteli křesťanství se zpět do Evropy a dalších oblastí zaniklé Římské říše postupně vracely i kopie zachráněných literárních děl – křesťanských i antických, která byla irskými mnichy pečlivě uchovávána a opisována. Dalšími šiřiteli iroskotské misie byli (často již ne Irové, ale jejich žáci) Ruprecht z Wormsu, Jimram z Řezna, či Amandus.

## Střet iroskotské církve s církví římskou
V druhé polovině 7. století ale dochází ke střetu svébytného a osobitého iroskotského křesťanství s přísnějším římským křesťanstvím, když se roku 664 vyhrotí konflikt na synodě v northumbrijském opatství ve Whitby, na kterém northumbrijský král Oswiu (655–670) nakonec rozhodl ve prospěch římské strany. Také kláštery založené v Evropě irskými mnichy se postupem času odklonily od myšlenek iroskotské církve a přejaly většinou Řeholi sv. Benedikta.